# Azerbaiyán en el Festival de la Canción de Eurovisión 2022
Azerbaiyán participó en el LXVI Festival de la Canción de Eurovisión, que se celebró en Turín, Italia del 10 al 14 de mayo de 2022, tras la victoria de Måneskin con la canción «Zitti e buoni». La İctimai Televiziya, televisora encargada de la participación del país azerí en el festival, decidió utilizar un método de selección interna para elegir su representante en el festival eurovisivo. El 16 de febrero de 2022, fue anunciada al artista Nadir Rüstəmli como el participante por Azerbaiyán en el Festival de Eurovisión. El 21 de marzo de 2022 se presentó su tema «Fade to Black», una balada contemporánea compuesta por Andreas Stone Johansson, Anderz Wrethov, Sebastian Schub y Thomas Stengaard. 
Azerbaiyán pasó completamente desapercibida en las casas de apuestas, sin embargo en la segunda semifinal logró avanzar a la final tras colocarse en 10° lugar con 96 puntos. En la gran final, Nadir se colocó en 16° lugar con 106 puntos.

## Historia de Azerbaiyán en el Festival
Azerbaiyán debutó en la edición de Belgrado 2008 tras dos años intentando participar. Desde entonces, el país ha participado 13 ocasiones en el concurso, siendo uno de los países más exitosos durante sus primeras participaciones, y habiendo clasificado a todas las finales hasta 2017. Ganó el festival en 2011 con el dúo Ell/Nikki y la canción «Running Scared» con 221 puntos. Así mismo, consiguió mantener una racha de 5 años dentro del Top 5. Ha logrado clasificarse dentro de los 10 mejores en un total de 7 participaciones.
En 2021, la artista seleccionada internamente, Efendi, terminó en 20° lugar con 65 puntos en la gran final, con el tema «Mata Hari».

## Representante para Eurovisión

### Elección Interna
Azerbaiyán confirmó su participación al aparecer en la lista oficial de participantes del Festival de Eurovisión de 2022. El 30 de diciembre de 2021 la İctimai Televiziya abrió su proceso de recepción de candidaturas hasta el 31 de enero de 2022. Se recibieron un total de 300 canciones que fueron acortadas a 6 opciones las cuales serían revisadas por un jurado interno que decidiría la canción seleccionada.
El 16 de febrero de 2022, durante el programa Sabahın xeyir, Azərbaycan («Good morning Azerbaijan») fue confirmado el ganador de la versión azerí de La Voz Nadir Rüstəmli como el artista seleccionado para el Festival de Eurovisión. El 18 de marzo fue lanzado un teaser de 20 segundos confirmando la publicación de la canción seleccionada el 21 de marzo. Tres días después fue lanzada la canción junto a su videoclip oficial en el canal oficial de YouTube.

## En Eurovisión
De acuerdo a las reglas del festival, todos los concursantes iniciaron desde las semifinales, a excepción del anfitrión (en este caso, Italia) y el Big Five compuesto por Alemania, España, Francia, la misma Italia y Reino Unido. En el sorteo realizado el 25 de enero de 2022, Azerbaiyán fue sorteada en la segunda semifinal del festival. En este mismo sorteo, se determinó que participaría en la primera mitad de la semifinal (posiciones 1-9). Semanas después, ya conocidos los artistas y sus respectivas canciones participantes, la producción del programa dio a conocer el orden de actuación, determinando que el país participaría en la cuarta posición, precedida por Serbia y seguida de Georgia.
Los comentarios para Azerbaiyán en la transmisión por televisión corrieron por parte de Murad Arif en la transimisión por televisión, por cuarta ocasión. La portavoz de la puntuación azerí en la votación del jurado estaba prevista que fuera Narmin Salmanova; sin embargo, debido a dificultades técnicas, el supervisor ejecutivo del concurso Martin Österdahl fue quien anunció los votos.

### Semifinal 2

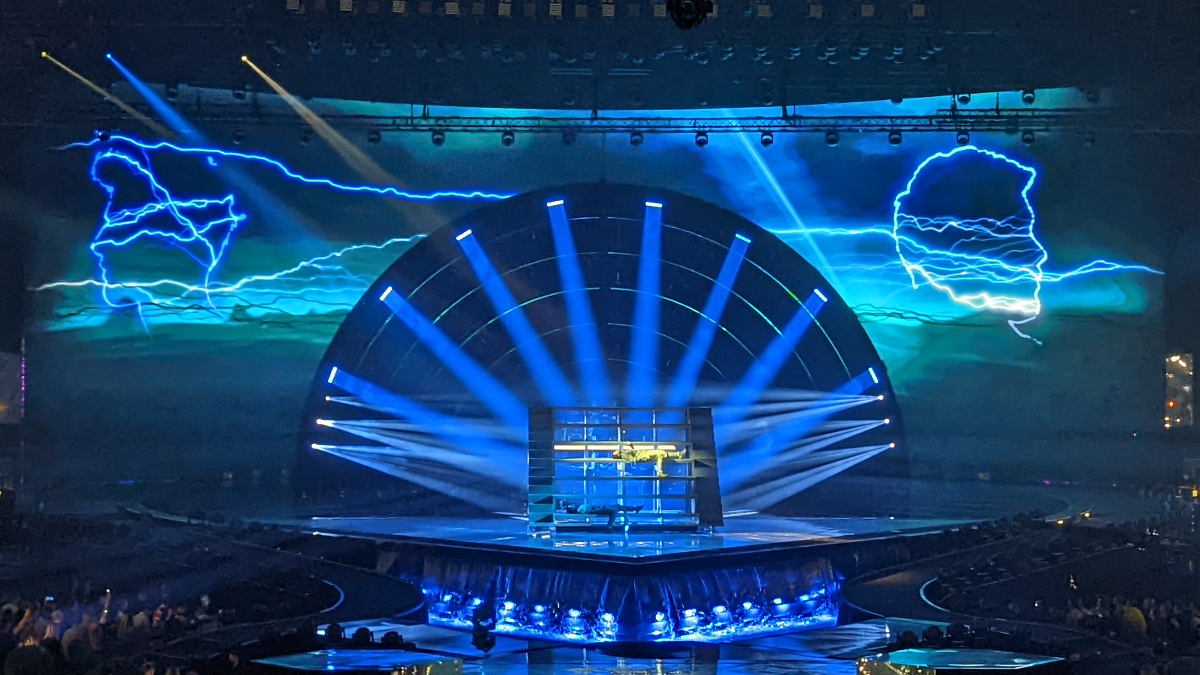
Nadir Rustamli durante la segunda semifinal.

Nadir Rüstamli tomó parte de los ensayos los días 2 y 5 de mayo así como de los ensayos generales con vestuario de la segunda semifinal los días 11 y 12 de mayo. El ensayo general de la tarde del 11 fue tomado en cuenta por los jurados profesionales para emitir sus votos, que representaron el 50% de los puntos. Azerbaiyán se presentó en la posición 4, detrás de Georgia y por delante de Serbia.
La actuación azerí fue diseñada por el danés Mads Enggaard. Nadir fue acompañado por el bailarín danés Luc Boris Andre. Ambos realizaron una coreografía en una escalera mientras Nadir interpretaba la canción y las luces realizaban varios efectos de luces de color blanco sobre la escalera. Durante el segundo estribillo de la canción, la escalera se partió en dos y moviéndose de lugar, dejando a Nadir y a su bailarín en una escalera distinta viéndose frente a frente donde terminaron la canción.
Al final del show, Azerbaiyán fue anunciada como uno de los 10 países finalistas. Los resultados revelados una vez terminado el festival, posicionaron a Azerbaiyán en 10° lugar de la semifinal con un total de 96 puntos, habiendo obtenido la sexta posición del jurado profesional con 96 puntos (incluyendo la máxima puntuación de España) y obteniendo el último lugar del televoto sin puntos. De esta forma, Azerbaiyán se convirtió en el primer país en la historia del concurso que avanza a la final sin haber recibido puntos en alguna de las dos votaciones.

### Final
Durante la rueda de prensa de los ganadores de la segunda semifinal, se realizó el sorteo en el que se decidió en que mitad participaría cada finalista. Azerbaiyán fue sorteada para participar en la segunda mitad de la final (posiciones 14-25). El orden de actuación revelado durante la madrugada del viernes 13 de mayo, decidió que Azerbaiyán debía actuar en la posición 15 por delante de Lituania y por detrás de Bélgica. Konstrakta tomó parte de los ensayos generales con vestuario de la final los días 13 y 14 de mayo. El ensayo general de la tarde del 13 fue tomado en cuenta por los jurados profesionales para emitir sus votos, que representaron el 50% de los puntos.
Durante la votación final, Azerbaiyán se posicionó en 10° lugar de la votación del jurado profesional con 103 puntos, incluyendo la máxima puntuación del jurado de España, Grecia y Serbia. Posteriormente, se reveló su puntuación en la votación del público: el 23° puesto con solo 3 puntos, todos de Georgia. De esta forma, en la sumatoria final, Azerbaiyán se colocó en 16.ª posición con 106 puntos.

### Votación

#### Puntuación a Azerbaiyán

##### Semifinal 2
| Jurado                | Jurado                                           | Jurado                                    | Jurado      | Jurado                |
| 12 puntos             | 10 puntos                                        | 8 puntos                                  | 7 puntos    | 6 puntos              |
| --------------------- | ------------------------------------------------ | ----------------------------------------- | ----------- | --------------------- |
| - España              | - Alemania                                       | - Reino Unido - Serbia                    | - Finlandia | - Chipre - Estonia    |
| 5 puntos              | 4 puntos                                         | 3 puntos                                  | 2 puntos    | 1 punto               |
| - Montenegro - Suecia | - Georgia - Malta - República Checa - San Marino | - Australia - Bélgica - Polonia - Rumania |             | - Macedonia del Norte |
| Televoto              |                                                  |                                           |             |                       |
| 12 puntos             | 10 puntos                                        | 8 puntos                                  | 7 puntos    | 6 puntos              |
|                       |                                                  |                                           |             |                       |
| 5 puntos              | 4 puntos                                         | 3 puntos                                  | 2 puntos    | 1 punto               |
|                       |                                                  |                                           |             |                       |

##### Final
| Jurado                     | Jurado                | Jurado                                               | Jurado                              | Jurado                  |
| 12 puntos                  | 10 puntos             | 8 puntos                                             | 7 puntos                            | 6 puntos                |
| -------------------------- | --------------------- | ---------------------------------------------------- | ----------------------------------- | ----------------------- |
| - España - Grecia - Serbia | - Chipre              |                                                      | - Reino Unido - San Marino - Suecia | - Alemania              |
| 5 puntos                   | 4 puntos              | 3 puntos                                             | 2 puntos                            | 1 punto                 |
| - Ucrania                  | - Macedonia del Norte | - Albania - Bélgica - Bulgaria - Estonia - Finlandia | - Australia - Malta                 | - Moldavia - Montenegro |
| Televoto                   |                       |                                                      |                                     |                         |
| 12 puntos                  | 10 puntos             | 8 puntos                                             | 7 puntos                            | 6 puntos                |
|                            |                       |                                                      |                                     |                         |
| 5 puntos                   | 4 puntos              | 3 puntos                                             | 2 puntos                            | 1 punto                 |
|                            |                       | - Georgia                                            |                                     |                         |

#### Votación realizada por Azerbaiyán[19][21]
| Puntos    | Jurado          | Televoto        |
| --------- | --------------- | --------------- |
| 12 puntos | Suecia          | Chipre          |
| 10 puntos | Australia       | Israel          |
| 8 puntos  | Polonia         | Suecia          |
| 7 puntos  | Estonia         | Australia       |
| 6 puntos  | República Checa | Rumania         |
| 5 puntos  | Bélgica         | Finlandia       |
| 4 puntos  | Finlandia       | Bélgica         |
| 3 puntos  | Serbia          | Malta           |
| 2 puntos  | Malta           | República Checa |
| 1 punto   | Israel          | Polonia         |

| Puntos    | Jurado       | Televoto    |
| --------- | ------------ | ----------- |
| 12 puntos | Reino Unido  | Ucrania     |
| 10 puntos | Italia       | España      |
| 8 puntos  | Suecia       | Reino Unido |
| 7 puntos  | Portugal     | Noruega     |
| 6 puntos  | Ucrania      | Serbia      |
| 5 puntos  | España       | Italia      |
| 4 puntos  | Países Bajos | Suecia      |
| 3 puntos  | Grecia       | Grecia      |
| 2 puntos  | Polonia      | Australia   |
| 1 punto   | Francia      | Polonia     |

##### Desglose
| Semifinal 2 | Semifinal 2         | Semifinal 2                | Semifinal 2                | Semifinal 2                | Semifinal 2                |
| N.º         | País                | Jurado                     | Jurado                     | Televoto                   | Televoto                   |
| N.º         | País                | Ranking                    | Puntos                     | Ranking                    | Puntos                     |
| ----------- | ------------------- | -------------------------- | -------------------------- | -------------------------- | -------------------------- |
| 01          | Finlandia           | 7                          | 4                          | 6                          | 5                          |
| 02          | Israel              | 10                         | 1                          | 2                          | 10                         |
| 03          | Serbia              | 8                          | 3                          | 11                         |                            |
| 04          | Azerbaiyán          | -------------------------- | -------------------------- | -------------------------- | -------------------------- |
| 05          | Georgia             | 13                         |                            | 12                         |                            |
| 06          | Malta               | 9                          | 2                          | 8                          | 3                          |
| 07          | San Marino          | 16                         |                            | 14                         |                            |
| 08          | Australia           | 2                          | 10                         | 4                          | 7                          |
| 09          | Chipre              | 17                         |                            | 1                          | 12                         |
| 10          | Irlanda             | 14                         |                            | 15                         |                            |
| 11          | Macedonia del Norte | 12                         |                            | 17                         |                            |
| 12          | Estonia             | 4                          | 7                          | 16                         |                            |
| 13          | Rumania             | 11                         |                            | 5                          | 6                          |
| 14          | Polonia             | 3                          | 8                          | 10                         | 1                          |
| 15          | Montenegro          | 15                         |                            | 13                         |                            |
| 16          | Bélgica             | 6                          | 5                          | 7                          | 4                          |
| 17          | Suecia              | 1                          | 12                         | 3                          | 8                          |
| 18          | República Checa     | 5                          | 6                          | 9                          | 2                          |

| Final | Final           | Final                      | Final                      | Final                      | Final                      |
| N.º   | País            | Jurado                     | Jurado                     | Televoto                   | Televoto                   |
| N.º   | País            | Ranking                    | Puntos                     | Ranking                    | Puntos                     |
| ----- | --------------- | -------------------------- | -------------------------- | -------------------------- | -------------------------- |
| 01    | República Checa | 14                         |                            | 21                         |                            |
| 02    | Rumania         | 21                         |                            | 15                         |                            |
| 03    | Portugal        | 4                          | 7                          | 19                         |                            |
| 04    | Finlandia       | 19                         |                            | 12                         |                            |
| 05    | Suiza           | 11                         |                            | 22                         |                            |
| 06    | Francia         | 10                         | 1                          | 17                         |                            |
| 07    | Noruega         | 16                         |                            | 4                          | 7                          |
| 08    | Armenia         | 17                         |                            | 24                         |                            |
| 09    | Italia          | 2                          | 10                         | 6                          | 5                          |
| 10    | España          | 6                          | 5                          | 2                          | 10                         |
| 11    | Países Bajos    | 7                          | 4                          | 13                         |                            |
| 12    | Ucrania         | 5                          | 6                          | 1                          | 12                         |
| 13    | Alemania        | 20                         |                            | 18                         |                            |
| 14    | Lituania        | 24                         |                            | 14                         |                            |
| 15    | Azerbaiyán      | -------------------------- | -------------------------- | -------------------------- | -------------------------- |
| 16    | Bélgica         | 15                         |                            | 16                         |                            |
| 17    | Grecia          | 8                          | 3                          | 8                          | 3                          |
| 18    | Islandia        | 22                         |                            | 23                         |                            |
| 19    | Moldavia        | 18                         |                            | 11                         |                            |
| 20    | Suecia          | 3                          | 8                          | 7                          | 4                          |
| 21    | Australia       | 12                         |                            | 9                          | 2                          |
| 22    | Reino Unido     | 1                          | 12                         | 3                          | 8                          |
| 23    | Polonia         | 9                          | 2                          | 10                         | 1                          |
| 24    | Serbia          | 23                         |                            | 5                          | 6                          |
| 25    | Estonia         | 13                         |                            | 20                         |                            |

##### Incidentes en la votación
En un comunicado emitido durante la transmisión de la final, la UER reveló que durante la presentación del jurado de la segunda semifinal el 11 de mayo de 2022, seis jurados nacionales, incluyendo el jurado azerí, se descubrió que tenían patrones de votación irregulares. Como resultado, sus votaciones fueron anuladas y sustituidas para la segunda semifinal y la final en función de países con patrones de votación similares según lo determinado por los bombos en los que se colocaron los países para el sorteo de asignación de semifinales en enero y sin afectar las votaciones del televoto. Las emisoras belgas VRT y RTBF informaron más tarde que los jurados de los países involucrados habían llegado a acuerdos para votarse entre ellos.
El 19 de mayo, la UER emitió un comunicado explicando lo sucedido. Los auditores independientes de la votación de la UER detectaron un patrón irregular en las puntuaciones otorgadas por los jurados de seis países participantes en la segunda semifinal: Azerbaiyán, Georgia, Montenegro, Polonia, Rumania y San Marino. En el caso de Azerbaiyán, Nadir Rüstəmli recibió en la votación de los otros 5 países involucrados un total de 43 puntos (promediando 8.60 puntos por país) y la máxima puntuación (12 puntos) de Georgia; mientras que en la votación de los otros 15 países recibió 77 puntos promediando 5.13 puntos por país.
Dada la naturaleza de este incidente, la UER decidió ejercer su derecho a eliminar los votos emitidos por los seis jurados en cuestión a partir de la asignación de clasificación en la Gran Final para preservar la integridad del sistema de votación. A continuación se desglosa la votación anulada del jurado azerí, resaltando a los países involucrados en la votación irregular:
| Votación anulada en la Semifinal 2 | Votación anulada en la Semifinal 2 | Votación anulada en la Semifinal 2 | Votación anulada en la Semifinal 2 | Votación anulada en la Semifinal 2 | Votación anulada en la Semifinal 2 | Votación anulada en la Semifinal 2 | Votación anulada en la Semifinal 2 | Votación anulada en la Semifinal 2 |
| N.º                                | País                               | Jurado                             | Jurado                             | Jurado                             | Jurado                             | Jurado                             | Jurado                             | Jurado                             |
| N.º                                | País                               | Jurado A                           | Jurado B                           | Jurado C                           | Jurado D                           | Jurado E                           | Ranking                            | Puntos                             |
| ---------------------------------- | ---------------------------------- | ---------------------------------- | ---------------------------------- | ---------------------------------- | ---------------------------------- | ---------------------------------- | ---------------------------------- | ---------------------------------- |
| 01                                 | Finlandia                          | 10                                 | 11                                 | 3                                  | 4                                  | 9                                  | 6                                  | 5                                  |
| 02                                 | Israel                             | 16                                 | 17                                 | 16                                 | 15                                 | 14                                 | 16                                 |                                    |
| 03                                 | Serbia                             | 7                                  | 8                                  | 7                                  | 10                                 | 7                                  | 9                                  | 2                                  |
| 04                                 | Azerbaiyán                         | --------------------------         | --------------------------         | --------------------------         | --------------------------         | --------------------------         | --------------------------         | --------------------------         |
| 05                                 | Georgia                            | 3                                  | 2                                  | 2                                  | 1                                  | 3                                  | 2                                  | 10                                 |
| 06                                 | Malta                              | 15                                 | 6                                  | 11                                 | 14                                 | 10                                 | 12                                 |                                    |
| 07                                 | San Marino                         | 1                                  | 5                                  | 15                                 | 5                                  | 16                                 | 5                                  | 6                                  |
| 08                                 | Australia                          | 9                                  | 9                                  | 4                                  | 3                                  | 15                                 | 7                                  | 4                                  |
| 09                                 | Chipre                             | 6                                  | 16                                 | 8                                  | 17                                 | 6                                  | 11                                 |                                    |
| 10                                 | Irlanda                            | 17                                 | 14                                 | 17                                 | 16                                 | 17                                 | 17                                 |                                    |
| 11                                 | Macedonia del Norte                | 8                                  | 7                                  | 9                                  | 9                                  | 8                                  | 10                                 | 1                                  |
| 12                                 | Estonia                            | 11                                 | 10                                 | 12                                 | 13                                 | 13                                 | 13                                 |                                    |
| 13                                 | Rumania                            | 5                                  | 12                                 | 5                                  | 6                                  | 1                                  | 3                                  | 8                                  |
| 14                                 | Polonia                            | 2                                  | 1                                  | 1                                  | 2                                  | 2                                  | 1                                  | 12                                 |
| 15                                 | Montenegro                         | 4                                  | 3                                  | 6                                  | 7                                  | 5                                  | 4                                  | 7                                  |
| 16                                 | Bélgica                            | 14                                 | 15                                 | 10                                 | 11                                 | 11                                 | 14                                 |                                    |
| 17                                 | Suecia                             | 12                                 | 4                                  | 13                                 | 8                                  | 4                                  | 8                                  | 3                                  |
| 18                                 | República Checa                    | 13                                 | 13                                 | 14                                 | 12                                 | 12                                 | 15                                 |                                    |